# سينورة أمريكية
السينورة الأمريكية (الاسم العلمي:Synura americana) هي نوع من الأسناخ الصبغية تتبع جنس السينورة من فصيلة السينورية.